# Norma Shearer
Edith Norma Shearer (ur. 10 sierpnia 1902 w Montrealu, zm. 12 czerwca 1983 w Woodland Hills) – amerykańska aktorka kanadyjskiego pochodzenia. Zdobywczyni Oscara za Rozwódkę, łącznie nominowana do tej nagrody sześciokrotnie, w tym w 1930 uzyskała dwie nominacje.

## Życiorys
Urodziła się jako córka Andrew i Edith Shearerów. Miała dwoje rodzeństwa: siostrę Athole (późniejsza żona filantropa Howarda Hughesa) i brata Douglasa. Jako 14-latka wygrała konkurs piękności. Matka zabrała obie córki do Nowego Jorku. Norma zagrała kilka epizodów w filmach. W wieku 21 lat podpisała kontrakt z wytwórnią MGM. Zaczęła występować w rolach pierwszoplanowych. W 1927 poślubiła producenta filmowego Irvinga Thalberga, któremu urodziła dwójkę dzieci. W 1930 wystąpiła w filmach: Rozwódka oraz Their Own Desire. Oba przyniosły jej nominacje do Oscara w kategorii najlepsza aktorka pierwszoplanowa. Statuetkę otrzymała za Rozwódkę. W późniejszych latach była jeszcze nominowana do tej nagrody m.in. za filmy Romeo i Julia oraz Maria Antonina. W 1936 Thalberg umarł na zapalenie płuc. Norma zakończyła karierę niespełna cztery lata później, wraz z poślubieniem drugiego męża Martina Arrougé'a.
Zmarła w wieku 80 lat na zapalenie płuc w swoim domu w Woodland Hills. Aktorka cierpiała również na chorobę Alzheimera. Została pochowana w Forest Lawn Memorial Park w Glendale w stanie Kalifornia. Kryptę dalej spoczywa Jean Harlow. Posiada gwiazdę na Hollywood Walk of Fame przy 6636 Hollywood Boulevard.

## Filmografia
Filmy fabularne
- 1919: The Star Boarder jako Członkini składu Big V Beaty (niewymieniona w czołówce)
- 1920: The Restless Sex jako Epizod (niewymieniona w czołówce)
- 1920: The Stealers jako Julie Martin
- 1920: Łabędzie miliony (Torchy's Millions) jako Epizod (niewymieniona w czołówce)
- 1920: Podlotek (The Flapper) jako Uczennica (niewymieniona w czołówce)
- 1920: Męczennica miłości (Way Down East) jako tancerka (niewymieniona w czołówce)
- 1921: The Sign on the Door jako Epizod (niewymieniona w czołówce)
- 1922: The End of the World
- 1922: The Man Who Paid jako Jeanne Thornton
- 1922: The Bootleggers jako Helen Barnes
- 1922: Channing of the Northwest jako Jess Driscoll
- 1922: The Leather Pushers (niewymieniona w czołówce)
- 1923: The Wanters jako Marjorie
- 1923: A Clouded Name jako Marjorie Dare
- 1923: The Devil's Partner jako Jeanne
- 1923: Pleasure Mad jako Elinor Benton
- 1923: Man and Wife jako Dora Perkins
- 1923: Lucretia Lombard jako Mimi Winship
- 1924: Ten, którego biją po twarzy (He Who Gets Slapped) jako Consuelo
- 1924: Broken Barriers jako Grace Durland
- 1924: Snob (The Snob) jako Nancy Claxton
- 1924: Blue Water jako Lillian Denton
- 1924: The Trail of the Law jako Jerry Vardon
- 1924: Broadway po zmroku (Broadway After Dark) jako Rose Dulane
- 1924: The Wolf Man jako Elizabeth Gordon
- 1924: Puste dłonie (Empty Hands) jako Claire Endicott
- 1925: Wieża kłamstw (The Tower of Lies) jako Glory lub Goldie
- 1925: His Secretary jako Ruth Lawrence
- 1925: Rewia piękności (Pretty Ladies) jako Frances White
- 1925: Waking Up the Town jako Mary Ellen Hope
- 1925: Lady of the Night jako Molly
- 1925: A Slave of Fashion jako Katherine Emerson
- 1925: Excuse Me jako Marjorie Newton
- 1926: The Waning Sex jako Nina Duane
- 1926: Upstage jako Dolly Haven
- 1926: The Devil's Circus jako Mary
- 1927: Po północy (After Midnight) jako Mary Miller
- 1927: The Demi-Bride jako Criquette
- 1927: Książę student (The Student Prince in Old Heidelberg) jako Kathi
- 1928: A Lady of Chance jako Dolly 'Angel Face' Morgan Crandall
- 1928: Aktorka (The Actress) jako Rose Trelawny
- 1928: The Latest from Paris jako Ann Dolan
- 1929: Koniec pani Cheyney (The Last of Mrs. Cheyney) jako Fay Cheyney
- 1929: Proces Mary Dugan (The Trial of Mary Dugan) jako Mary Dugan
- 1929: Their Own Desire jako Lucia 'Lally' Marlett
- 1930: Let Us Be Gay jako pani Katherine Brown
- 1930: Rozwódka (The Divorcee) jako Jerry Bernard Martin
- 1931: Private Lives jako Amanda „Mandy” Chase Prynne
- 1931: Strangers May Kiss jako Lisbeth Corbin
- 1931: Wolne dusze (A Free Soul) jako Jan Ashe
- 1932: Uśmiech szczęścia (Smilin' Through) jako Kathleen
- 1932: Strange Interlude jako Nina Leeds Evans
- 1934: Riptide jako lady Mary Rexford
- 1934: Barretowie z Wimpole Street (The Barretts of Wimpole Street) jako Elizabeth Barrett
- 1936: Romeo i Julia (Romeo and Juliet) jako Julia
- 1938: Maria Antonina (Marie Antoinette) jako Maria Antonina
- 1939: Kobiety (The Women) jako Mary Haines
- 1939: Idiot's Delight jako Irene Fellara
- 1940: Escape jako hrabina Ruby von Treck
- 1942: Her Cardboard Lover jako Consuelo Vroyden
- 1942: We Were Dancing jako Victoria Anastasia 'Vicki' Wilomirska

## Nagrody
- Nagroda Akademii Filmowej Najlepsza aktorka pierwszoplanowa: 1930 Rozwódka